# Larca laceyi
Larca laceyi är en spindeldjursart som beskrevs av William B. Muchmore 1981. Larca laceyi ingår i släktet Larca och familjen Larcidae. Inga underarter finns listade i Catalogue of Life.